# Leptogenys arnoldi
Leptogenys arnoldi är en myrart som beskrevs av Auguste-Henri Forel 1913. Leptogenys arnoldi ingår i släktet Leptogenys och familjen myror. Inga underarter finns listade i Catalogue of Life.

## Bildgalleri

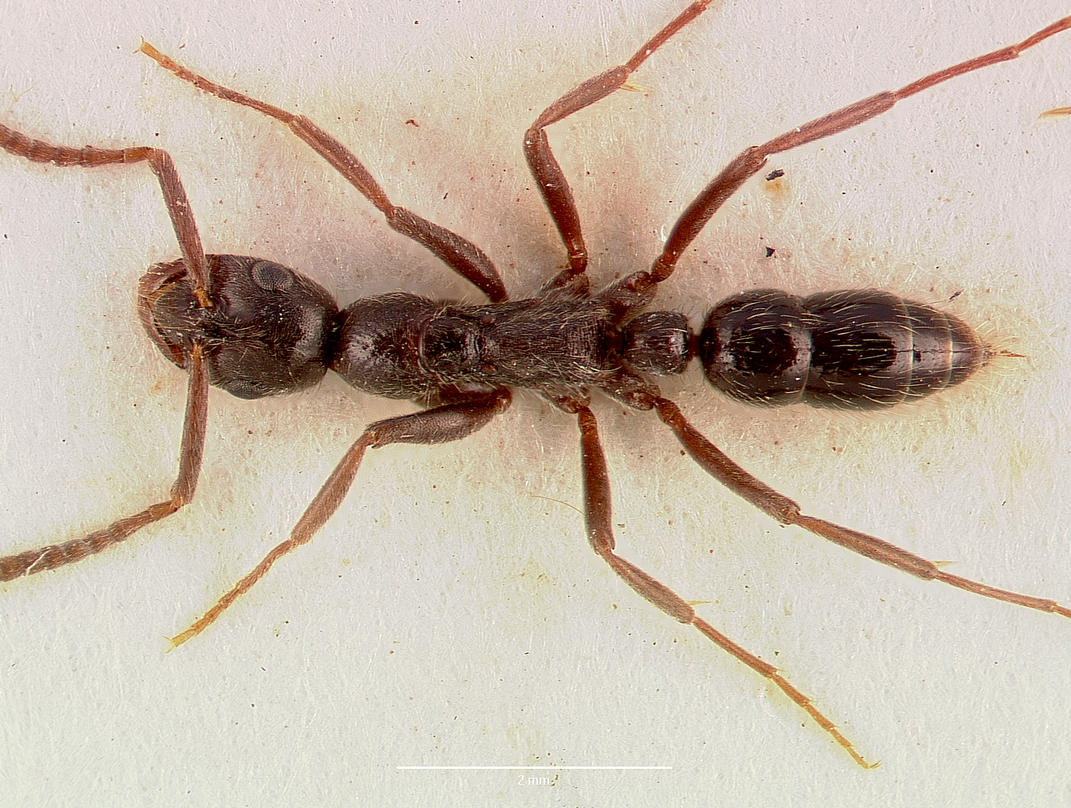
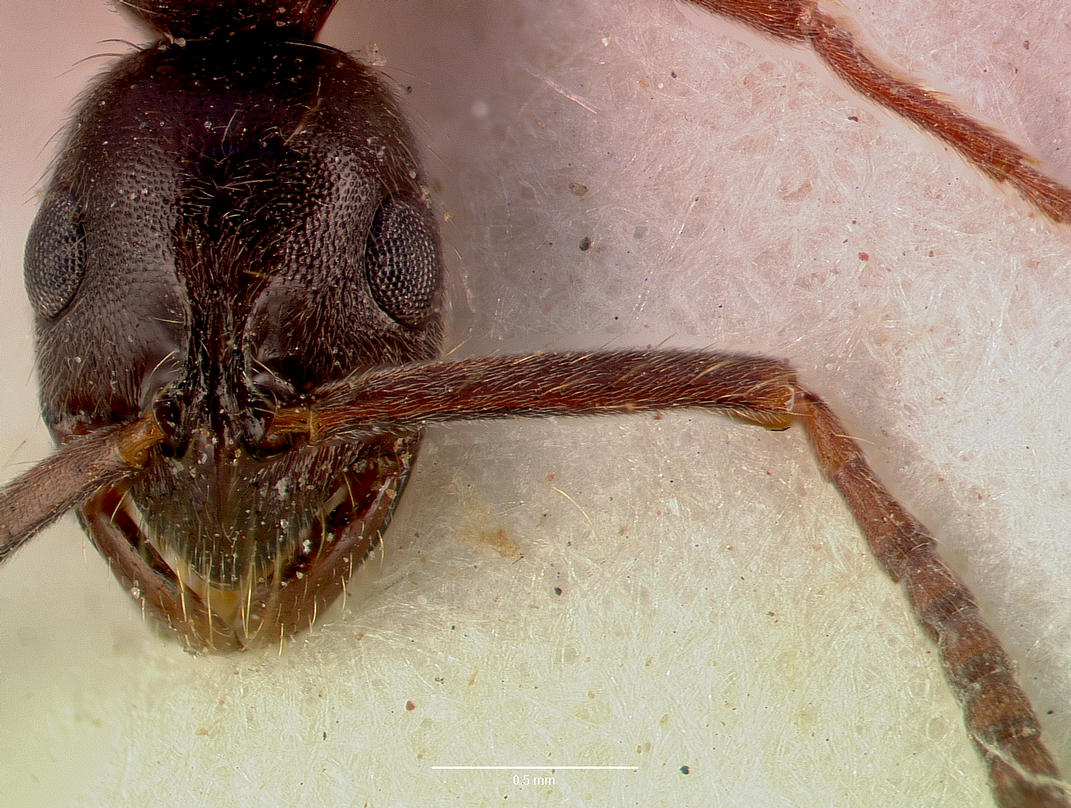
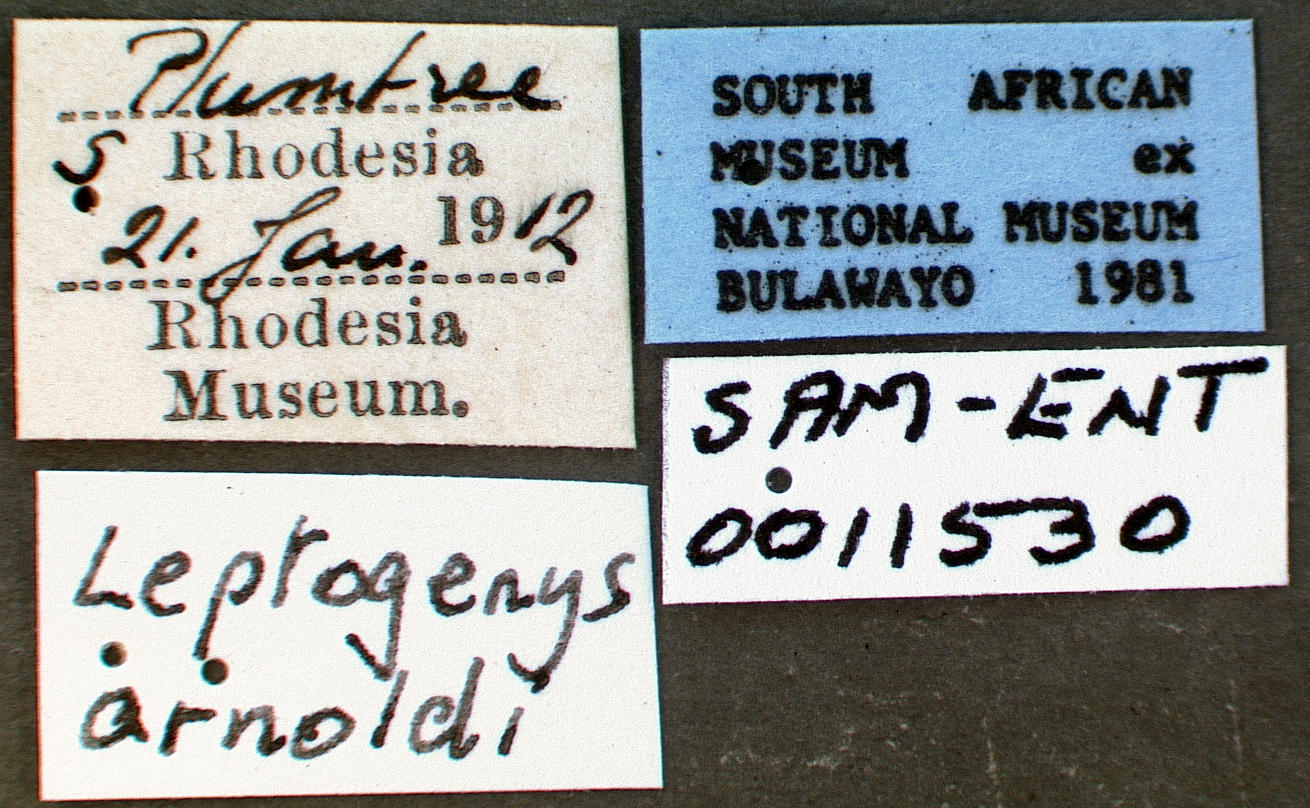
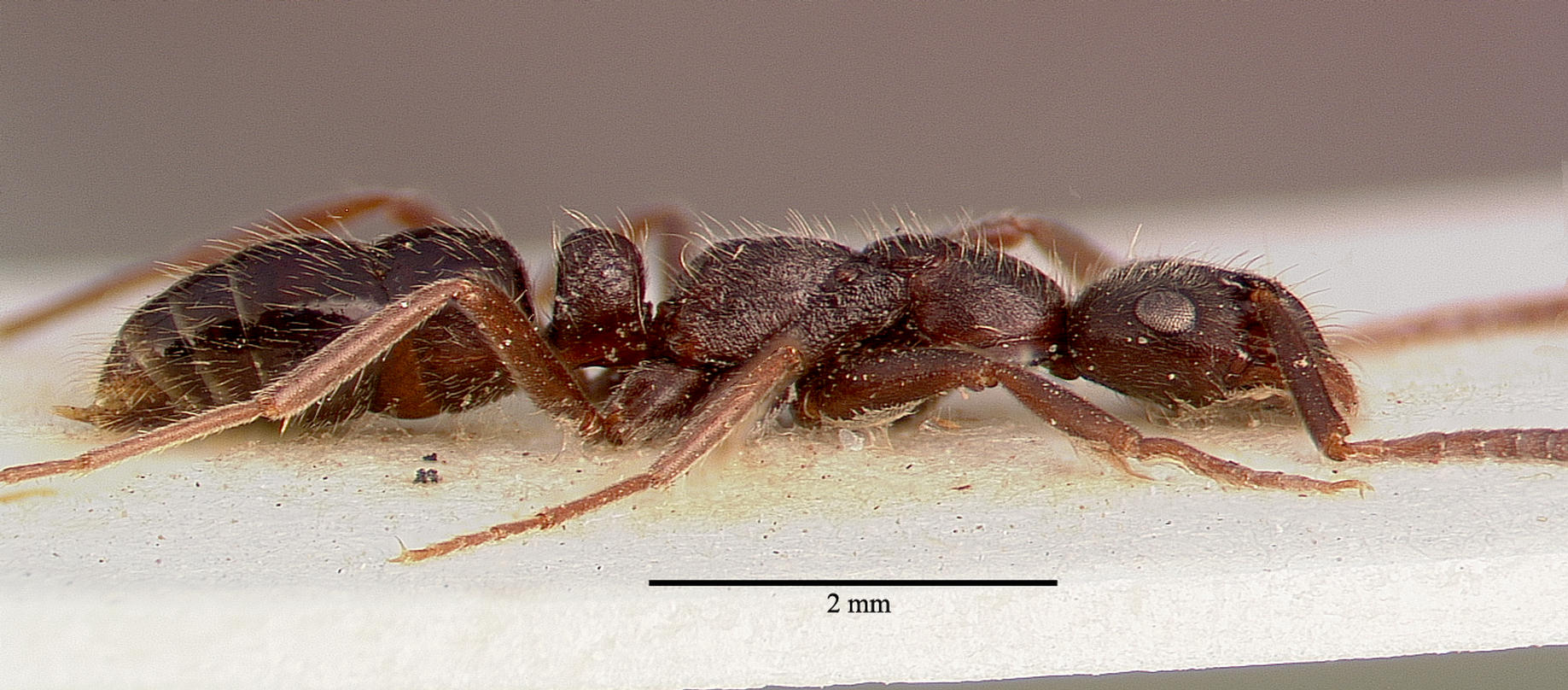